# Jefferson County (Nebraska)
Jefferson County is een county in de Amerikaanse staat Nebraska.
De county heeft een landoppervlakte van 1.484 km² en telt 8.333 inwoners (volkstelling 2000). De hoofdplaats is Fairbury.